# Роберто Черро
Роберто Еуженіо Черро (ісп. Roberto Eugenio Cherro, 23 лютого 1907, Барракас, Аргентина — 11 жовтня 1965, Кільмес, Аргентина) — аргентинський футболіст, що грав на позиції нападника.
Виступав, зокрема, за клуби «Бока Хуніорс» та національну збірну Аргентини.
П'ятиразовий чемпіон Аргентини. У складі збірної — дворазовий переможець чемпіонату Південної Америки.

## Клубна кар'єра
Народився 23 лютого 1907 року в місті Барракас. Вихованець футбольної школи клубу «Спортіво Барракас». Дорослу футбольну кар'єру розпочав 1924 року в основній команді того ж клубу, в якій того року взяв участь у 1 матчі чемпіонату.
Згодом з 1925 по 1926 рік грав у складі команд клубів «Феррокаріль Оесте» та «Барракас Хуніорс». Протягом цих років виборов титул чемпіона Аргентини.
Своєю грою за останню команду привернув увагу представників тренерського штабу клубу «Бока Хуніорс», до складу якого приєднався 1926 року. Відіграв за команду з Буенос-Айреса наступні шість сезонів своєї ігрової кар'єри. Більшість часу, проведеного у складі «Бока Хуніорс», був основним гравцем атакувальної ланки команди. У складі «Бока Хуніорс» був одним з головних бомбардирів команди, маючи середню результативність на рівні 0,97 голу за гру першості. За цей час додав до переліку своїх трофеїв ще два титули чемпіона Аргентини.
Протягом 1932 року знову захищав кольори команди клубу «Спортіво Барракас».
1932 року повернувся до клубу «Бока Хуніорс», за який відіграв 6 сезонів.  Граючи у складі «Бока Хуніорс» також здебільшого виходив на поле в основному складі команди. В новому клубі був серед найкращих голеодорів, відзначаючись забитим голом в середньому щонайменше у кожній третій грі чемпіонату. За цей час додав до переліку своїх трофеїв ще два титули чемпіона Аргентини. Завершив професійну кар'єру футболіста виступами за команду «Бока Хуніорс» у 1938 році.
Помер 11 жовтня 1965 року на 59-му році життя у місті Кільмес.

## Виступи за збірну
1926 року дебютував в офіційних матчах у складі національної збірної Аргентини. Протягом кар'єри у національній команді, яка тривала 12 років, провів у її формі 17 матчів, забивши 12 голів.
У складі збірної був учасником Чемпіонату Південної Америки 1929 року в Аргентині, здобувши того року титул континентального чемпіона, чемпіонату світу 1930 року в Уругваї, де разом з командою здобув «срібло», Чемпіонату Південної Америки 1937 року в Аргентині, здобувши того року титул континентального чемпіона.
| Дата              | Місто        | Господарі  | Результат | Гості     | Турнір                  | Голи | Примітки |
| ----------------- | ------------ | ---------- | --------- | --------- | ----------------------- | ---- | -------- |
| 16 жовтня 1926    | Сантьяго     | Аргентина  | 5 – 0     | Болівія   | Кубок Америки з футболу | 2    |          |
| 20 жовтня 1926    | Сантьяго     | Аргентина  | 8 – 0     | Парагвай  | Кубок Америки з футболу | 1    |          |
| 24 жовтня 1926    | Сантьяго     | Уругвай    | 2 – 0     | Аргентина | Кубок Америки з футболу | -    |          |
| 31 жовтня 1926    | Сантьяго     | Чилі       | 1 – 1     | Аргентина | Кубок Америки з футболу | -    |          |
| 1 квітня 1928     | Лісабон      | Португалія | 0 – 0     | Аргентина | товариський матч        | -    |          |
| 29 травня 1928    | Амстердам    | США        | 2 – 11    | Аргентина | ОІ 1928                 | 3    |          |
| 2 червня 1928     | Амстердам    | Бельгія    | 3 – 6     | Аргентина | ОІ 1928                 | -    |          |
| 6 червня 1928     | Амстердам    | Аргентина  | 6 – 0     | Єгипет    | ОІ 1928                 | 1    |          |
| 10 листопада 1929 | Буенос-Айрес | Аргентина  | 4 – 1     | Парагвай  | Кубок Америки з футболу | 1    |          |
| 17 листопада 1929 | Буенос-Айрес | Аргентина  | 2 – 0     | Уругвай   | Кубок Америки з футболу | -    |          |
| 15 липня 1930     | Монтевідео   | Франція    | 0 – 1     | Аргентина | ЧС 1930 - 1-й етап      | -    |          |
| 15 травня 1932    | Буенос-Айрес | Аргентина  | 2 – 0     | Уругвай   | товариський матч        | -    |          |
| 5 лютого 1933     | Авельянеда   | Аргентина  | 4 – 1     | Уругвай   | товариський матч        | 4    |          |
| 30 грудня 1936    | Буенос-Айрес | Аргентина  | 2 – 1     | Чилі      | Кубок Америки з футболу | -    | 75'      |
| 16 січня 1937     | Буенос-Айрес | Аргентина  | 1 – 0     | Перу      | Кубок Америки з футболу | -    | 61'      |
| 30 січня 1937     | Буенос-Айрес | Аргентина  | 1 – 0     | Бразилія  | Кубок Америки з футболу | -    | 46'      |
| 1 лютого 1937     | Буенос-Айрес | Аргентина  | 2 – 0     | Бразилія  | Кубок Америки з футболу | -    | 46'      |
| Усього            |              | Матчів     | 17        |           | Голів                   | 12   |          |

## Титули і досягнення
- Чемпіон Аргентини (5):

«Бока Хуніорс»: 1926, 1930, 1931, 1934, 1935
- Чемпіон Південної Америки: 1929, 1937
- Срібний призер Чемпіонату Південної Америки: 1926
- Срібний олімпійський призер: 1928
- Віце-чемпіон світу: 1930